# Dự án Sách Hay
Dự án Sách Hay là một dự án văn hóa - giáo dục phi lợi nhuận, ra đời vào năm 2007, do gần 100 nhà trí thức và Trường PACE cùng phối hợp sáng lập. Kể từ năm 2012, Dự án Sách Hay được điều hành bởi Viện Nghiên cứu Phát triển Giáo dục (Viện IRED) - một viện nghiên cứu độc lập và phi lợi nhuận hoạt động vì một nền giáo dục khai minh. Mục đích giải thưởng là để góp phần lựa chọn sách hay, quảng bá, lan tỏa tri thức từ những quyển sách hay… làm cho những quyển sách này đến được với công chúng nhiều hơn.

## Hoạt động
Những hoạt động của dự án Sách Hay:
- Giới thiệu sách / màng lọc tri thức: thông qua website Sách Hay (ra đời cùng lúc với dự án Sách Hay), mỗi người sẽ có cơ hội để giới thiệu những cuốn sách hay cho mọi người và đồng thời lại có thể tìm kiếm được những cuốn sách hay cho mình nhờ sự giới thiệu của những người khác. Bằng cách đó, mỗi người giới thiệu sách sẽ đóng vai trò như một "màng lọc tri thức" để chọn ra những cuốn sách thực sự có giá trị trong biển sách mênh mông ngày nay.
- Giải thưởng Sách Hay: là giải thưởng "dân lập" đầu tiên về sách của Việt Nam có quy mô do học giả và độc giả bình chọn.
- Quyên tặng sách hay: Sách Hay đã phát động dự án OneBook (Một cuốn sách) nhằm kêu gọi mỗi người dân gửi tặng ít nhất một cuốn sách hay cho đồng bào vùng khó.
- Kể từ năm 2008, Sách Hay đã khởi xướng và hàng năm vẫn tiếp tục phát động rộng rãi "Tết đọc sách sách của người Việt" hay "Ngày đọc sách quốc gia Việt Nam" vào ngày Sách và bản quyền thế giới 23/4.
- Diễn đàn Sách Hay: gồm Diễn đàn Online trên web Sách Hay và Diễn đàn Offline thường kỳ về sách kinh điển tại Viện IRED.
- Hội thảo Sách Hay: tổ chức các hội thảo với các vấn đề cấp thiết cần được mổ xẻ để tìm kiếm giải pháp nhằm góp phần chấn hưng văn hóa đọc và nền dân trí của nước nhà.
- Các hoạt động khác: Sách Hay cũng tham gia tổ chức các sự kiện có liên quan tới sách với các tổ chức trong và ngoài nước.

## Ban thường trực
- Nhà văn, nhà nghiên cứu Nguyên Ngọc
- Tiến sĩ Quách Thu Nguyệt
- Giáo sư Chu Hảo
- Nhà nghiên cứu triết học Bùi Văn Nam Sơn
- Nhà hoạt động giáo dục Giản Tư Trung

## Giải thưởng Sách Hay
Giải thưởng được trao cho các hạng mục: Nghiên cứu, Giáo dục, Kinh tế, Quản trị, Thiếu nhi, Văn học, Phát hiện mới.
Hạng mục Phát hiện mới (từ năm 2012) là giải được trao tặng cho những tác phẩm ra đời chưa lâu, mang tính mới mẻ, đột phá, đại diện cho những xu hướng đọc sách, viết sách, làm sách tiến bộ. Giải này không giới hạn lĩnh vực, được trao cho cả sách viết và sách dịch và chưa từng được giải thưởng quốc gia hay quốc tế nào và được xuất bản trong vòng 5 năm trở lại đây.

### Giải thưởng Sách Hay 2012
Báo Tuổi trẻ đề nghị, nên bày bán những tác phẩm vào chung khảo (năm nay là 40 cuốn) cho những độc giả yêu sách đã tìm đến sự kiện này.
- Tra cứu: Từ điển tiếng Việt của Hoàng Phê (Viện Ngôn ngữ học và Nhà xuất bản Khoa Học Xã hội); Từ điển yêu thích bầu trời và các vì sao của Trịnh Xuân Thuận (Phạm Văn Thiều và Ngô Vũ dịch, Nhà xuất bản Tri Thức).
- Nghiên cứu: Việt Nam Phật giáo sử luận của Nguyễn Lang (Nhà xuất bản Văn Học), Bàn về tự do của John Stuart Mill (Nguyễn Văn Trọng dịch, Nhà xuất bản Tri Thức).
- Giáo dục: Đại học Humboldt 200 năm (1810-2010): Kinh nghiệm thế giới và Việt Nam, do Nguyễn Xuân Xanh đại diện nhóm biên soạn (Nhà xuất bản Tri Thức), Émile hay là Về giáo dục của Jean-Jacques Rousseau (Lê Hồng Sâm và Trần Quốc Dương dịch, Nhà xuất bản Tri Thức).
- Kinh tế: Biến động kinh tế Đông Á và con đường công nghiệp hóa Việt Nam của Trần Văn Thọ (Nhà xuất bản Chính trị Quốc gia, Nhà xuất bản Trẻ và Phương Nam Book); Những đỉnh cao chỉ huy của Daniel Yergin và Joseph Stanislaw (Phạm Quang Diệu và nhóm dịch giả, Nhà xuất bản Tri Thức).
- Quản trị: Kiểm soát quản trị của Bob Tricker (Nguyễn Dương Hiếu và Nguyễn Thị Thu Hương dịch, Công ty sách DT Books và Nhà xuất bản Thời đại).
- Thiếu nhi: Tác phẩm Tuổi thơ dữ dội của Phùng Quán (Nhà xuất bản Thuận Hóa) và Chuyện con mèo dạy hải âu bay (Luis Sepúlveda, Phương Huyên dịch, Nhã Nam và Nhà xuất bản Hội Nhà Văn).
- Văn học: Sông Côn mùa lũ của Nguyễn Mộng Giác (Nhà xuất bản Văn Học và Trung tâm Nghiên cứu quốc học), Trăm năm cô đơn của Gabriel Garcia Marquez (Nguyễn Trung Đức, Phạm Đình Lợi và Nguyễn Quốc Dũng dịch, Nhà xuất bản Văn Học).
- Phát hiện mới: Có 500 năm như thế của Hồ Trung Tú (Phương Nam Book và Nhà xuất bản Thời đại).

### Giải thưởng Sách Hay 2013
Báo Vietnamnet cho là gây được sự chú ý lớn cho công chúng, đặc biệt là công chúng trẻ.
- Nghiên cứu: "Thần Người và Đất Việt" (Tạ Chí Đại Trường). Sách dịch: "Xứ Đàng trong - Lịch sử kinh tế xã hội Việt Nam" (Nguyễn Nghị).
- Giáo dục: " Đi vào nghiên cứu khoa học" (Nguyễn Văn Tuấn). Sách dịch: "Bảy tri thức tất yếu cho nền giáo dục tương lai" (Nguyễn Hồi Thủ).
- Kinh tế: "Đối diện thách thức tái cơ cấu kinh tế" (nhóm chuyên gia), sách dịch: Tại sao các quốc gia thất bại (nhóm dịch giả).
- Quản trị: sách dịch: "Chiến lược đại dương xanh (Phương Thúy).
- Thiếu nhi: "Những giọt mực" (Lê Tất Điều), sách dịch: "Tốt – tô – chan, cô bé bên cửa sổ" (dịch giả: Trương Thùy Lan).
- Văn học: "Biển và chim bói cá" (Bùi Ngọc Tấn), sách dịch: "Nắng tháng tám" (dịch giả: Quế Sơn).
- Phát hiện mới: "Giã biệt hoang vu (Nguyễn Hoàng Tình) và sách dịch: bộ sách "Chuyên ngành cơ khí" (trưởng nhóm dịch thuật Lê Tùng Hiếu).

### Giải thưởng Sách Hay 2014
Được báo Vnexpress cho là trao quá nhiều giải thưởng cho các tác phẩm cũ, quá quen thuộc với bạn đọc khiến giải chưa mang tính phát hiện.
- Nghiên cứu: "Văn hóa tộc người Việt Nam" (Nguyễn Từ Chi). Sách dịch: "Bốn tiểu luận về tự do" (Nguyễn Văn Trọng).
- Giáo dục: "Lý luận giáo dục châu Âu: Từ Érasme tới Rousseau thế kỷ XVI, XVII, XVIII" (Nguyễn Mạnh Tường). Sách dịch: "Nghĩa vụ học thuật" (Hoàng Kháng, Tô Diệu Lan, Cao Lê Thanh Hải).
- Kinh tế: "Báo cáo Kinh tế vĩ mô: Cải cách thể chế, chìa khóa cho tái cơ cấu" (Nhóm Tư vấn chính sách kinh tế vĩ mô), sách dịch: "Quốc gia khởi nghiệp" (Trí Vương).
- Quản trị: sách dịch: "7 thói quen để thành đạt" (Vũ Tiến Phúc).
- Thiếu nhi: "Miền xanh thẳm" (Trần Hoài Dương), sách dịch: "Bộ sách Nhóc Nicolas" (Trác Phong, Hương Lan).
- Văn học: "Người đi vắng" (Nguyễn Bình Phương), sách dịch: "Bắt trẻ đồng xanh" (Phùng Khánh).
- Phát hiện mới: "Chủ quyền Việt Nam trên biển Đông và Hoàng Sa-Trường Sa" (Nguyễn Đình Đầu) và "Ngày năm áo mũ" (Trần Quang Đức). Hai người nhận giải, Nguyễn Đình Đầu là người cao tuổi nhất, đã được 94 và Trần Quang Đức là người trẻ tuổi nhất, chỉ mới 29 tuổi.

### Giải thưởng Sách Hay 2015
Giải thưởng Sách hay năm 2015 do Viện Ired và Quỹ Phan Châu Trinh tổ chức vừa họp báo công bố tại TP.HCM sáng 27-9.
- Ở mảng kinh tế, quyển Chủ nghĩa tự do truyền thống (của Ludwig von Mises, Phạm Nguyên Trường dịch) được trao giải tác phẩm dịch. Chuyên gia kinh tế Bùi Văn nhận định đây là một quyển sách quan trọng theo trường phái thị trường châu Âu.
- Ở mảng quản trị, một quyển sách của Jim Collins được tuyển chọn, đó là quyển Từ tốt đến vĩ đại (Trần Thị Ngân tuyến dịch), trình bày các trường hợp doanh nghiệp, tập đoàn trong quãng thời gian 15 năm đã từ ngưỡng "tốt" vươn lên để thành "vĩ đại".
- Về sách Giáo dục, giải sách viết thuộc về quyển Một trăm năm Đông Kinh nghĩa thục (nhiều tác giả), đây là những bài khảo cứu của học giới dịp kỷ niệm tròn 100 năm Đông Kinh Nghĩa Thục. Theo nhà hoạt động giáo dục Giản Tư Trung, đây là mô hình trường học chỉ tồn tại trong 9 tháng nhưng rất ấn tượng và có ảnh hưởng đến tận ngày nay.
- Giải sách dịch được trao cho quyển Ý niệm đại học (của Karl Jaspers, Hà Vũ Trọng & Mai Sơn dịch). Quyển này có giá trị tham khảo cho Việt Nam nhất là trong tình trạng bùng nổ hỗn loạn các trường đại học hiện nay.
- Giải thưởng của mục sách nghiên cứu được trao cho quyển Việt Nam và Nhật Bản: Giao lưu văn hóa (của GS. Vĩnh Sính) và Luận về biếu tặng (của Marcel Mauss, Nguyễn Tùng dịch).
- Mục sách thiếu nhi trao giải sách viết cho quyển Đất rừng phương nam của Đoàn Giỏi, bản in năm 2015 của Nhà xuất bản Kim Đồng nhân kỷ niệm 90 năm ngày sinh của tác giả; và quyển Những cuộc phiêu lưu của Pinocchio (của Carlo Collodi, AY dịch) được trao giải sách dịch.[5]

### Giải thưởng Sách Hay 2016
Năm nay có thêm một hạng mục mới: Người trẻ chọn sách cho người trẻ, do Ban Cộng đồng gồm các đại diện đến từ các cộng đồng sách là: Kafka, Bookaholic, Trạm Đọc-Readstation, Booknest và Sách Hay bình chọn.
- Sách Nghiên cứu: Văn minh vật chất của người Việt, Tác giả: Phan Cẩm Thượng, Nhà xuất bản Tri Thức, Hiện tượng con người, Tác giả: Pierre Teilhard de Chardin, Dịch giả: Đặng Xuân Thảo, Nhà xuất bản Tri thức.
- Sách Giáo dục: Những ghi chép về quyền tự do lựa chọn, Tác giả: Nguyễn Văn Trọng, DT Books và Nhà xuất bản Tri Thức, Sự ra đời trí khôn ở trẻ em, Tác giả: Jean Piaget, Dịch giả: Hoàng Hưng, Nhà xuất bản Tri Thức.
- Sách Kinh tế: Cú sốc thời gian và kinh tế Việt Nam, Tác giả: Trần Văn Thọ, Nhà xuất bản Tri Thức, Hiểu nghèo thoát nghèo - Cách mạng tư duy để thoát nghèo trên thế giới, Tác giả: Abhijit V. Banerjee và Esther Duflo, Dịch giả: Nguyễn Lê Bảo Ngọc, Nhà xuất bản Trẻ.
- Sách Quản trị: Một đời thương thuyết; Tác giả: Phan Văn Trường; ĐVXB: Nhà xuất bản Trẻ, Con đường đi đến thành công bằng sự tử tế, Tác giả: Inamori Kazuo, Dịch giả: Nguyễn Đỗ An Nhiên, Nhà xuất bản Trẻ.
- Sách Thiếu nhi: Bộ sách: Đồ thông minh ngốc xít, Cổ tích mới, Cô gái lơ lửng; Tác giả: Nguyên Hương, Nhà xuất bản Trẻ, Chuyện con ốc sên muốn biết tại sao nó chậm chạp, Tác giả: Luis Sepulveda, Dịch giả: Bảo Chân, Nhã Nam và Nhà xuất bản Hội Nhà văn.
- Sách Văn học: Cõi người rung chuông tận thế, Tác giả: Hồ Anh Thái, Nhà xuất bản Trẻ, Lâu đài, Tác giả: Franz Kafka, Dịch giả: Trương Đăng Dung, Nhà xuất bản Văn Học.
- Sách "Phát hiện mới": Những thiếu thời lơ lửng, Tác giả: Hạnh Nguyên, Quảng Văn Books và Nhà xuất bản Văn học, Cuộc cách mạng một cọng rơm, Tác giả: Masanobu Fukuoka, Dịch giả: XanhShop, Phoenix Books và Nhà xuất bản Tổng hợp TPHCM, Bí ẩn nữ tính; Tác giả: Betty Friedan, Dịch giả: Nguyễn Vân Hà, ĐH Hoa Sen và Nhà xuất bản Hồng Đức.
- Người trẻ chọn sách cho người trẻ: Tôi tự học, Tác giả: Thu Giang - Nguyễn Duy Cần, Nhà xuất bản Trẻ, Walden - một mình sống trong rừng, Tác giả: Henry David Thoreau, Dịch giả: Hiếu Tân, Nhà xuất bản Tri Thức, Bắt trẻ đồng xanh, Tác giả: Jerome David Salinger, Dịch giả: Phùng Khánh, Nhã Nam và Nhà xuất bản Văn học, Cuộc cách mạng một cọng rơm, Tác giả: Masanobu Fukuoka, Dịch giả: XanhShop, Phoenix Books và Nhà xuất bản Tổng hợp TPHCM, Khuyến học, Tác giả: Fukuzawa Yukichi, Dịch giả: Phạm Hữu Lợi, Nhã Nam và Nhà xuất bản Thế giới, Tinh thần tự lực: Những tấm gương về phẩm hạnh và lòng kiên trì, Tác giả: Samuel Smiles, Dịch giả: Phạm Viêm Phương và Thư Trung; Ban Tu Thư Đại học Hoa Sen, Phương Nam và Nhà xuất bản Hồng Đức

### Giải thưởng Sách Hay 2017
Giải Sách hay năm 2017 gồm 7 hạng mục Nghiên cứu, Giáo dục, Kinh tế, Quản trị, Văn học, Thiếu nhi và Phát hiện mới được trao giải ngày 01/10/2017 tại TP.HCM : 
- Sách Nghiên cứu: Bộ sách 7 cuốn về nghiên cứu lịch sử của nhà nghiên cứu Nguyễn Duy Chính xoay quanh các đề tài về cuộc chiến tranh Đại Việt và Đại Thanh cùng với bức tranh xã hội và mối quan hệ Trung - Việt thời bấy giờ; Dịch phẩm Định chế totem hiện nay, tác giả Claude Lévi – Strauss, dịch giả Nguyễn Tùng.
- Sách Giáo dục: Nước Đức thế kỷ XIX - Cuộc cách mạng giáo dục khoa học & công nghiệp (tác giả Nguyễn Xuân Xanh); Những mục tiêu của giáo dục và các tiểu luận khác (tác giả Alfred North Whitehead, dịch giả Hoàng Phú Phương, Tiết Hùng Thái, Hà Dương Tường).
- Sách Kinh tế: Một vành đai một con đường (OBOR) - Chiến lược của Trung Quốc và hàm ý chính sách với Việt Nam của tiến sĩ Phạm Sỹ Thành; Bí Ẩn Của Vốn, tác giả Hernando De Soto, dịch giả Nguyễn Quang A.
- Sách Quản trị: Bộ sách 7 cuốn về quản trị kinh doanh, tác giả Alan Phan; Tương lai của quản trị, tác giả Gary Hamel, Bill Breen, dịch giả Hoàng Anh và Phương Lan.
- Sách Văn học: Tình cát, tác giả Nguyễn Quang Lập; Bảo tàng ngây thơ, tác giả Orhan Pamuk, dịch giả Giáp Văn Chung.
- Sách Thiếu nhi: Hành trình yêu thương - Nhật ký Thiện Nhân, tác giả Trần Mai Anh; Cánh tay cha là con thuyền vững chãi, tác giả Stein Erik Lunde, Øyvind Torseter, dịch giả Mẹ Ong Bông.
- Sách Phát hiện mới: Đà Lạt một thời hương xa: Du Khảo Văn Hóa Đà Lạt 1954 – 1975 của tác giả Nguyễn Vĩnh Nguyên; Mộ phần tuổi trẻ, tác giả Huỳnh Trọng Khang; Từ điển tiếng Việt của GS. Nguyễn Lân - Phê bình và Khảo cứu, tác giả Hoàng Tuấn Công.

### Giải thưởng Sách Hay 2018
Theo báo Pháp Luật Giải Sách hay 2018 (giải thưởng do Viện Giáo dục IRED, Quỹ văn hóa Phan Châu Trinh và Sáng kiến OpenEdu đồng tổ chức) bước vào năm thứ tám vẫn thu hút sự quan tâm của người đọc. Được gây nhiều chú ý hơn cả đó là bộ tác phẩm Đời sống xã hội Việt Nam đương đại đã xuất bản ba tập của nhóm nghiên cứu trẻ do PGS-TS Nguyễn Đức Lộc chủ biên : 
- 1. Sách Nghiên cứu: Tác phẩm: Đời sống xã hội Việt Nam đương đại (ba tập) (tập thể tác giả); dịch phẩm: Xã hội cổ đại hay Nghiên cứu các con đường đi lên của loài người từ mông muội qua dã man đến văn minh (tác giả L.H. Morgan).
- 2. Sách Giáo dục: Tác phẩm: Dạy con trong hoang mang (hai tập) (tác giả Lê Nguyên Phương); dịch phẩm: Dạy con thành công hơn cả mẹ hổ (tác giả Maya Thiagarajan).
- 3. Sách Kinh tế: Tác phẩm: Từ nhà nước điều hành sang nhà nước kiến tạo phát triển (tập thể tác giả); dịch phẩm: Giấc mộng châu Á của Trung Quốc (tác giả Tom Miller).
- 4. Sách Quản trị: Tác phẩm: Quyền tác giả - Đường hội nhập không trải hoa hồng (tác giả Nguyễn Vân Nam); dịch phẩm: Cuộc dịch chuyển đại dương xanh (tác giả W. Chan Kim, Renée Mauborgne).
- 5. Sách Thiếu nhi: Tác phẩm: Viết cho những điều bé nhỏ: Khi quá buồn hãy tưới nước cho một cái cây (tác giả Trương Huỳnh Như Trân); dịch phẩm: Bộ truyện cổ tích: Chàng hoàng tử hạnh phúc-Ngôi nhà thạch lựu (tác giả Oscar Wilde).
- 6. Sách Văn học: Tác phẩm: Chuyện ngõ nghèo (tác giả Nguyễn Xuân Khánh) [9]; dịch phẩm: Đời nhẹ khôn kham (tác giả Milan Kundera).
- 7. Sách Phát hiện mới: Tác phẩm: Văn chương Sài Gòn - 1881-1924 (hai tập) (Trần Nhật Vy sưu tầm); dịch phẩm: Homo Deus: Lược sử tương lai (tác giả Yuval Noah Harari).